# Ziemińskie Góry
Ziemińskie Góry – wzniesienie w województwie wielkopolskim, w gminie Wielichowo (pomiędzy wsiami Ziemin i Reńsko), będące największym ostańcem erozyjnym w obrębie Wału Lwówecko-Rakoniewickiego.
Ostaniec (powstały w wyniku erozji wód glacjalnych krążących w szczelinach w rynnach lodowcowych) ma kształt kolisty (2 na 2 km) i osiąga wysokość 100,3 m n.p.m., przy 35 m wysokości względnej ponad dno pradoliny. Zbudowany jest w dużej mierze z iłów poznańskich, a także mułków piaszczystych miocenu górnego, popielatoszarych, z przewarstwieniami piasków drobnoziarnistych, jak również z piasków i żwirów wodnolodowcowych (wydobywanych w lokalnej odkrywce).
Okupanci niemieccy w 1942 zbudowali linię kolejową (wąskotorową) z Ziemina (Śmigielska Kolej Dojazdowa) do złóż piasków w obrębie ostańca. W 1944 torowiska rozebrali. Obecnie materiał jest eksploatowany przez przedsiębiorstwo Kruszgeo. Wyrobiska są zalesiane.